# Portret (album)
"Portret" naziv je drugog studijskog albuma Miše Kovača izdan 1973. godine. 

## Popis pjesama
1. "Bijela lađa" - (Zdenko Runjić)
2. "Balada o zelenim očima" - (Alfi Kabiljo – Davorin Stipetić / Marijan Arhanić)
3. "Ako srce mira nema" - (Dušan Šarac)
4. "Bit ću daleko" - (Dušan Šarac)
5. "Ponoćna serenada" -
6. "Nek teku vode sve" -
7. "Odvest ću te na vjenčanje" - (Stjepan Mihaljinec – Drago Britvić)
8. "Ne idi, ne idi" - (Stipica Kalogjera – Zvonko Špišić)
9. "Ponovo me voli" - (Dušan Šarac)
10. "Živim danas ne mislim na sutra" - (Dušan Šarac)
11. "Ponoćni blues" -
12. "Zeleno je zeleno" - (Alfi Kabiljo – Jure Stubičanec)

## Vanjske poveznice
- Portret